# 斯凱·費雷拉
斯凱·費雷拉（英語：Sky Ferreira；1992年7月8日—），美国創作歌手、模特和演员。斯凱·費雷拉拥有美洲原住民、巴西人和葡萄牙人血统。她曾獲得2014年威比奖最佳音乐录影带類別的獎項。